# Théâtre romain d'Autun
Ne doit pas être confondu avec Amphithéâtre d'Autun ou Théâtre antique du Haut-du-Verger.
Le théâtre romain d'Autun est un monument de spectacles construit dans la seconde moitié du Ier siècle dans Augustodunum, une ville fondée peu avant le début de notre ère et l'une des rares de Gaule septentrionale à posséder une enceinte dès le Haut-Empire ; cette ville devient par la suite Autun.
Ce théâtre était avec ses 148 mètres de diamètre et sa capacité de 14 000 personnes, le deuxième plus grand de toute la Gaule, pour autant que les recherches permettent de le dire. Abandonné au Moyen Âge, il est étudié aux XIXe et XXe siècles et, dès 1909, il est rendu à sa vocation première car des spectacles y sont organisés.
Il fait partie de la première liste des monuments historiques protégés en 1840, au même titre que deux autres monuments antiques d'Autun, la pyramide de Couhard et le temple de Janus.

## Le théâtre dans la ville antique
Augustodunum semble être une fondation de la fin du Ier siècle avant notre ère, vers - 15 peut-être, alors que Bibracte n'est pas encore abandonné. Le secteur qui supportera le théâtre, descendant vers le ruisseau d'Accoron, fait l'objet de remblais et l'enceinte — l'une des plus étendues de Gaule pour le Haut Empire avec six kilomètres de périmètre — joue à cet endroit le rôle de mur de soutènement. Si les principaux monuments de la ville semblent être édifiés de manière groupée au Ier siècle, l'extension urbaine au sein des 200 ha enclos par l'enceinte ne se réalise que peu à peu, repoussant les activités artisanales en dehors des murs.

Édifices de spectacle et quelques éléments antiques d'Augustodunum.

Théâtre et amphithéâtre, construits tout près l'un de l'autre dans ce qui semble être une zone réservée de la ville — le cas n'est pas unique —, paraissent pouvoir être datés de l'époque flavienne (seconde moitié du Ier siècle), sans qu'aucune preuve formelle n'en soit apportée.
La découverte en 1976 par prospection aérienne d'un second théâtre, à l'extérieur de l'enceinte antique sur le site du Haut-du-Verger, complète la vision de l'ensemble monumental d'Autun, même s'il est encore mal connu. Ce théâtre, presque aussi vaste que celui existant intra-muros, semble être un édifice de type « théâtre gallo-romain », associant certaines caractéristiques d'un amphithéâtre, comme une arène elliptique ou circulaire, et d'un théâtre, comme une cavea incomplète ; construit au Ier siècle, il semble avoir été abandonné dans la première moitié du IIIe siècle.

## Histoire du monument

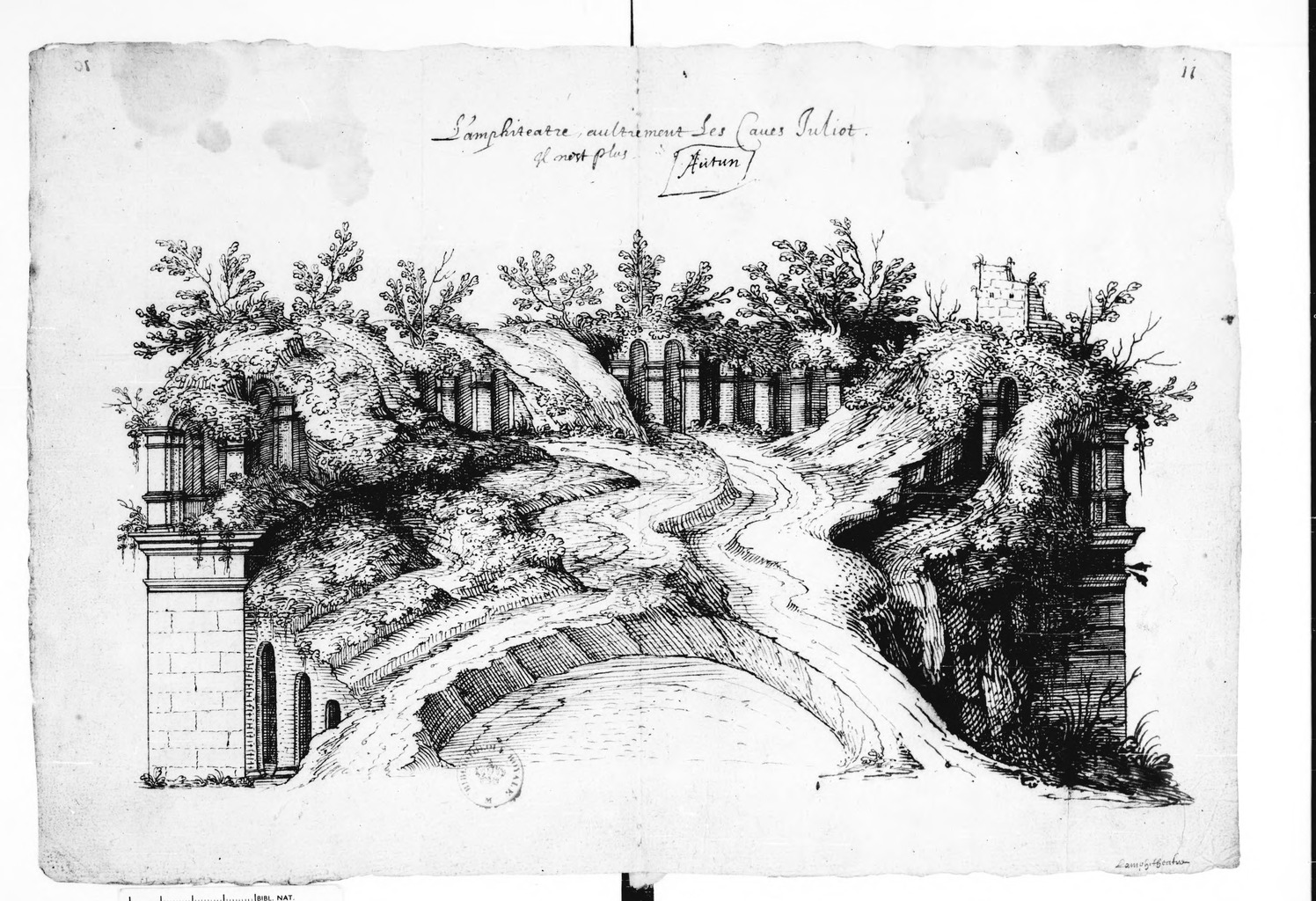
Représentation du théâtre au XVIe siècle.

La construction du théâtre peut être datée de la seconde moitié du Ier siècle, peut-être du règne de Vespasien et la découverte d'un as très usagé à l'effigie de Claude dans un remblai intact depuis la construction conforte cette hypothèse en fournissant une limite haute à la datation. L'édification du monument semble s'être déroulée en une seule campagne.
Le théâtre n'est pas abandonné avant le Ve siècle, période à laquelle des constructions prennent place dans l'orchestra.

Utilisé comme carrière de pierre dès le Moyen Âge, le théâtre est restauré au début du XXe siècle, et pour l'occasion une partie des gradins sont restitués ; il peut donc, à partir de 1909, accueillir des manifestations culturelles. Une autre campagne importante de restauration, accompagnée de fouilles archéologiques, se déroule de 1933 à 1938.

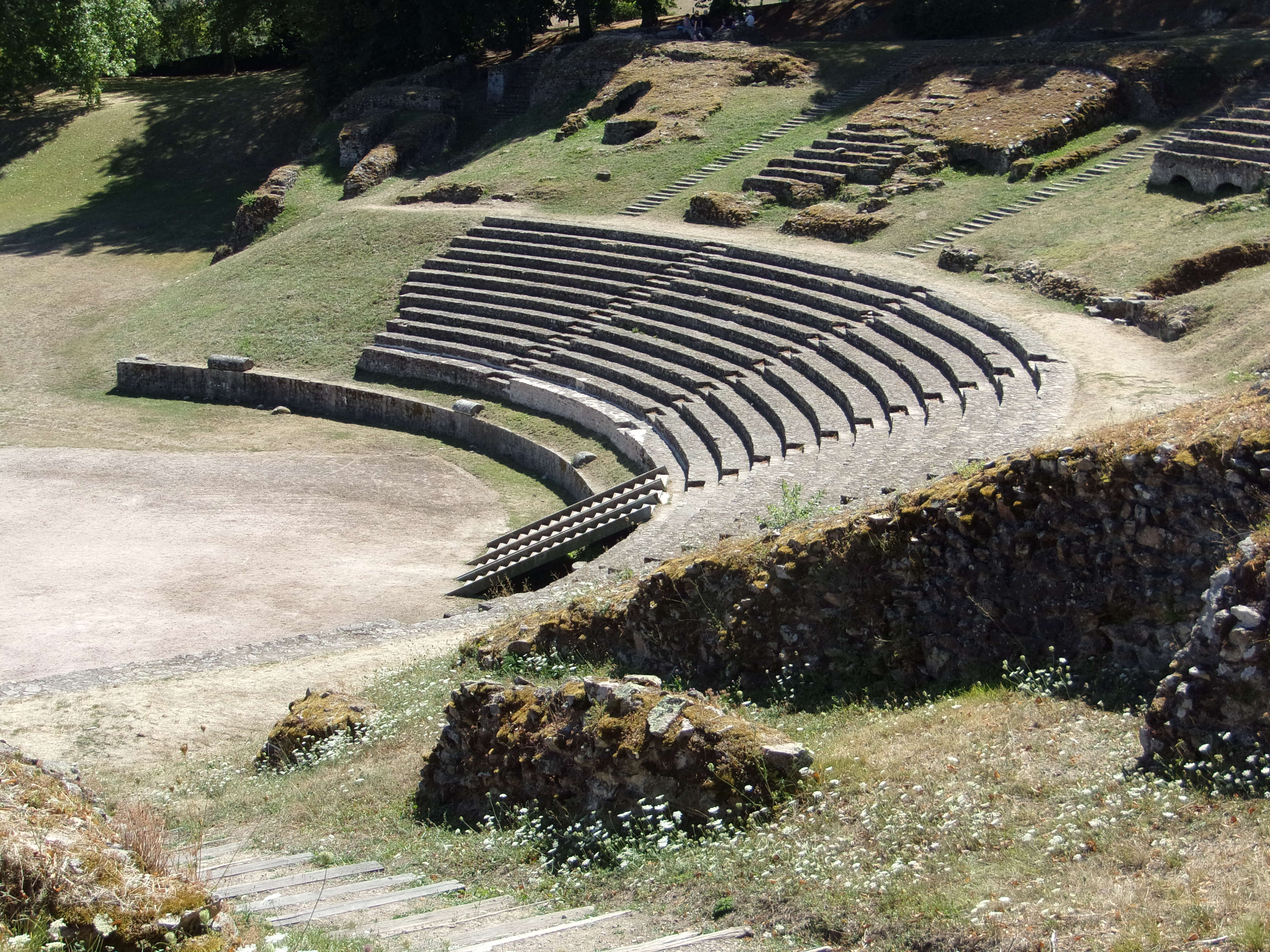
Théâtre antique d'Autun, depuis le Passage Diviciac.

## Description
Le théâtre d'Autun est adossé à une colline descendant vers l'Arroux. Cette disposition, qui permet de limiter les travaux de maçonnerie, explique pourquoi l'axe du théâtre ne respecte pas celui de la voirie d'Augustodunum, au contraire de l'amphithéâtre par exemple.
D'un diamètre de 147,80 m, soit 500 pieds romains, valeur depuis longtemps établie et vérifiée par les plus récents relevés, le théâtre d'Autun s'impose comme un des plus vastes de Gaule et l'un des plus grands du monde romain selon les données disponibles au XXIe siècle, derrière le théâtre de Pompée à Rome et le théâtre de Mandeure qui mesurent 150 m,. Sa capacité est estimée à au moins 14 000 personnes, sur la base d'une largeur de place de 40 cm par spectateur ou près de 11 000 personnes avec un ratio de 50 cm par spectateur.
Construit sur le modèle des théâtres romains, celui d'Autun se composait d'une scène, aujourd'hui en grande partie disparue, mais qui conserve encore son dispositif de rideau, d'un espace en demi-cercle (l'orchestra) et d'un hémicycle avec 41 gradins (la cavea), dont il ne subsiste qu'une partie, surmonté d'un portique.

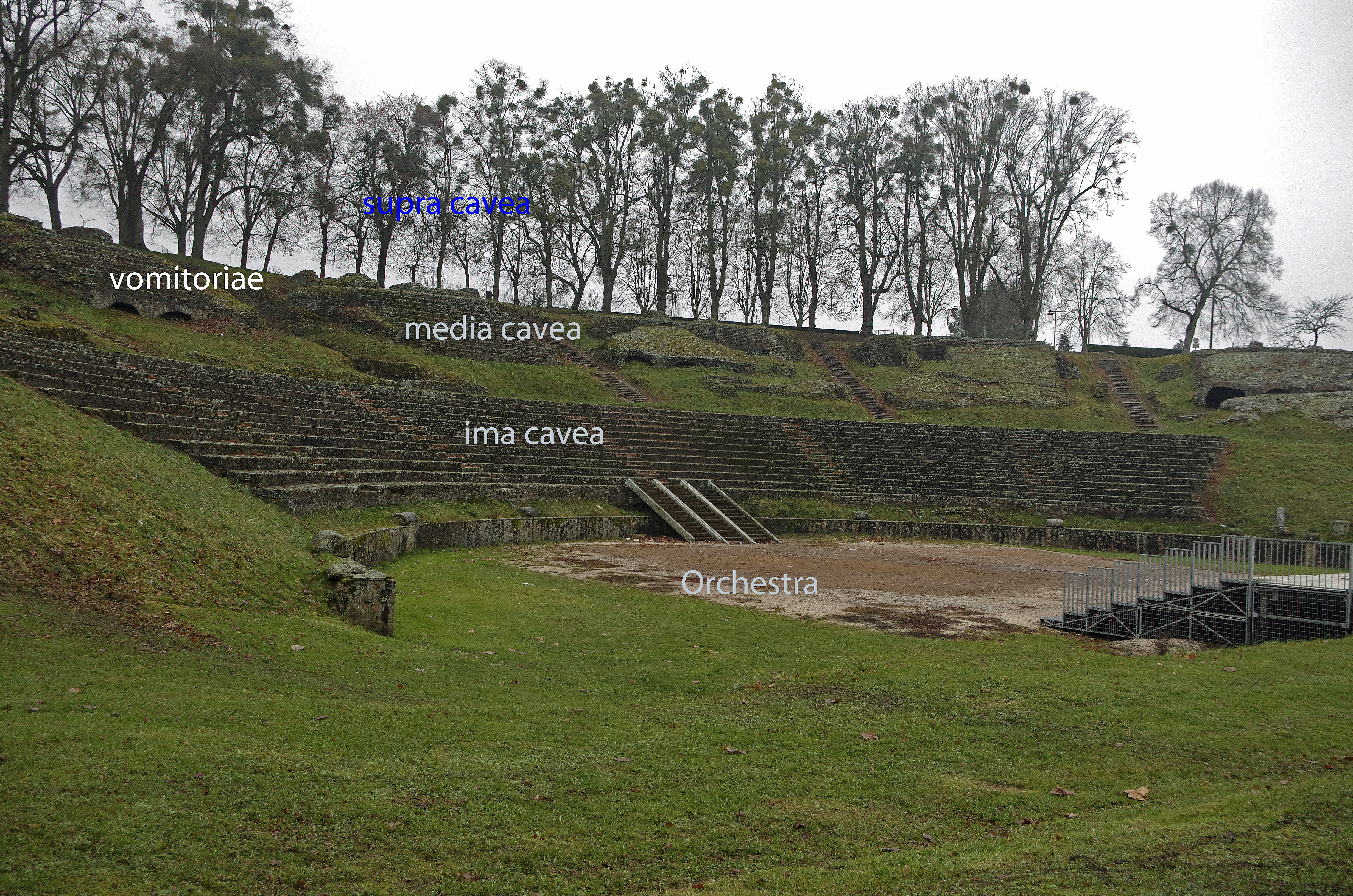
Description des différentes parties du théâtre.

La construction du théâtre fait exclusivement appel à des maçonneries en petit appareil de moellons dont les joints sont de grande qualité, aucune terre cuite (tuile ou brique) n'ayant été observée.
Sa cavea est composée de trois séries de gradins, la plus proche de l'orchestra étant établie sur le sol naturel de la colline qui porte le théâtre, tandis que les deux autres sont construites sur des murs rayonnants, un portique régnant tout en haut de la cavea. Un palier annulaire de circulation (précinction) sépare le premier groupe de gradins des deux autres. Deux couloirs latéraux, ornés de niches, de part et d'autre de l'orchestra, permettent aux spectateurs d'accéder à la base de la cavea. De là, ils gagnent les gradins par une série de quinze escaliers rayonnants. Huit de ces escaliers ne partent pas de la base de la cavea ; ils relient le palier intermédiaire au sommet des gradins.
À l'avant de la scène, l'existence d'une fosse dans laquelle le rideau est replié pendant les représentations a été mise en évidence ; ce dispositif semble être comparable à celui étudié sur le théâtre de Lyon. Les substructions de la scène elle-même, observées au début du XIXe siècle, n'ont pas fait l'objet d'études ultérieures ; la scène devait toutefois occuper toute la largeur de l'orchestra.